# Teknologihistorie
Teknologihistorie er en underdisciplin af historiefaget, der beskæftiger sig med teknologiens udvikling og dens indflydelse på samfundet fra menneskets forhistorie til i dag. Faget omfatter flere faglige tilgange, der hver lægger sit særlige fokus forskellige steder: internalismen har et relativt isoleret fokus på de tekniske aspekter af teknologihistorien og underbetoner således den samfundsmæssige kontekst, hvorimod eksternalismen maler "teknologihistorien med brede strøg" og fokuserer på "at fortælle om teknologiens samspil med brede samfundsmæssige, kulturelle og civilisatoriske udviklingstendenser." Kontekstualismen prøver derimod at indtage en middelvej mellem de to andre positioner repræsenterer "en balancegang mellem tekniske detaljer og historiske omstændigheder."
I HTX-sammenhænge spillede faget typisk sammen med fagene teknologi og samfundsfag, og derudover indgik filosofiske perspektiver ved teknologiens udvikling. Faget udfasedes imidlertid per 2017, hvorefter teknologihistorie som gymnasiefag indgik i det obligatoriske fag Idéhistorie.
En række emner inden for teknologihistorie er som følger:
- Computerens historie
- Den Industrielle Revolution
- Indførelsen af naturvidenskaberne
- Indførelsen af trykpressen

Faget haves blandt andet på HTX, som et alternativ til historie.
- Wikimedia Commons har flere filer relateret til Teknologihistorie